# Leucodonta unicolor
Leucodonta unicolor är en fjärilsart som beskrevs av Victor Ivanovitsch Motschulsky 1857. Leucodonta unicolor ingår i släktet Leucodonta och familjen tandspinnare. Inga underarter finns listade i Catalogue of Life.